# Bobby Lammie
Bobby Lammie est un curleur britannique, né le 10 février 1997 à Dumfries.

## Palmarès

### Jeux olympiques
- Pékin 2022
  -  médaille d'argent[1]